# Лінін
Лінін (пол. Linin) — село в Польщі, у гміні Ґура-Кальварія Пясечинського повіту Мазовецького воєводства.
Населення — 519 осіб (2011).
У 1975-1998 роках село належало до Варшавського воєводства.

## Демографія
Демографічна структура станом на 31 березня 2011 року:
|          | Загалом | Допрацездатний вік | Працездатний вік | Постпрацездатний вік |
| -------- | ------- | ------------------ | ---------------- | -------------------- |
| Чоловіки | 280     | 53                 | 217              | 10                   |
| Жінки    | 239     | 34                 | 180              | 25                   |
| Разом    | 519     | 87                 | 397              | 35                   |